# كالسيوم كاربيمايد
كالسيوم كاربيمايد  Calcium carbimide، تم تصميم هذة الأدوية لإنتاج تفاعلات مختلفة، غير سارة بالنسبة للشخص المدمن وغالبا ما تكون عنيفة عند تناولها في مزيج من الكحول. توصف للأشخاص الذين يعانون من إدمان الكحول المزمن ويعتقد أن الشخص سوف يتطور لديه النفور من الكحوليات بسبب هذه التفاعلات. نجدها تباع في صورة ملح سترات تحت الاسم التجاري Temposil، هو عامل تحسيس للكحول . آثاره مشابهة لهذا العقار ديسفلفرام (الفعل مضاد).

## آلية العمل
قد وجد الكالسيوم كاربيمايد يمنع إستقلابية الكحول في الكبد. لأنه يتداخل مع عملية التمثيل الغذائي العادي مع الكحوليات عن طريق منع الهدم الغذائي الأيضي الثانوي للأسيتالديهيد. التي تمنع عملية الأكسدة مع الكحوليات في مرحلة الأسيتالديهيد في الكبد. يتم تحويل الكحول من قبل الكبد لأسيتالديهيد الجسم الذي هو مادة كيميائية سامة، والنتيجة هي عندما يتم تعاطي الكحول من قبل مستخدمي الكالسيوم كاربيمايد، فإنهم تواجههم تفاعلات داخلية مختلفة.

## الأثار التي يحدثها الدواء
نجد من أهم الأثار التي يحدثها الدواء التعرق، وصعوبة في التنفس، سرعة ضربات القلب، والطفح الجلدي والغثيان والتقيؤ، والصداع.احمرار، والدوار والنعاس. ويمكن تلمس هذه الآثار خلال 15 دقيقة من تناول الدواء ويستمر هذا الشعور 12-24 ساعة بعد تناول الجرعة الموصوفة.
خلصت دراسة اجريت مؤخرا استغرقت 9 سنوات أن إدماج الكالسيوم كاربيمايد تحت الإشراف مع دواء مماثل، مثل ثنائي السلفيرام، في وجود برنامج علاجي شامل أدى إلى معدل الإقلاع أكثر من 50٪.
وقد تم تطوير Temposil من قبل دكاترة. كين فيرغسون و جوردون بيل، الذين اختبروا الدواء على أنفسهم.
وحاز على براءة اختراع في عام 1955 من قبل مؤسسة بحوث الإدمان على الكحول في أونتاريو.